# 僕は旅をする
『僕は旅をする』（ぼくはたびをする）は、今市子による漫画、およびそれを原作として作られたテレビドラマ『世にも奇妙な物語』のストーリーの一つ。

## 漫画
1994年、『ネムキ vol.22』（朝日ソノラマ）に30ページの読み切りとして掲載された。なお、作品は『砂の上の楽園』（朝日ソノラマ）に収録されている。

## あらすじ
土曜日に「日曜日の夜、帰るから」とだけ言い、弟の克也は行き先も言わずに大きな旅行カバン1つを持って旅行に出かけていった。その数時間後、姉のひとみと父親は電車にはねられて遺体となった克也と対面することになる。しかし、遺体はバラバラで頭部が発見されておらず、所持品の運転免許証だけが克也の身元を特定できる要素だった。ひとみと父親は帰宅するが、顔を確認できていない状況で克也の死に現実感を抱けないひとみと両親であった。翌日、自宅に父親の前妻・とも子から電話がかかってきて、克也が死んでいたはずの昨夜にとも子に電話をかけて「明日にそちらに行く」と伝えていたことがわかる。さらに、克也が宿泊予約をしていた旅館に電話をすると、克也が昨夜に旅館に泊まっていてさきほど出て行ったという返答を得る。
克也が旅先にいたことに安心する一方で、誰かが克也の免許証を持って死んでいることに疑問を持ったひとみは弟の克也を追いかける旅に出る。
旅先では、克也が旅館に間違いなく宿泊していたことを旅館の従業員から確認を再び取れたが、顔は覚えていないと言われる。そこに母親から電話があり、指紋照合の結果が出て遺体が間違いなく克也であったことを告げられる。ショックを受けるひとみだが、それでも克也の旅の目的であるとも子の家に行く。そこでは、出迎えてくれたとも子のほか、克也と瓜二つの腹違いの兄・孝一とも出会う。克也はすでにおいとました後だったが、とも子も孝一も克也と楽しく話せたと言ってくれる。しかし、旅館の従業員と同様にとも子も孝一も克也の顔を思い出せなかった。
すべてを悟ったひとみは自宅へ帰り、克也の部屋に行って物思いにふける。すると、ドアが開いて大きな旅行カバンを持った克也が旅から帰ってくる。

## 登場人物
田代ひとみ（たしろ ひとみ）
主人公。突然の弟の死に現実感を抱けないでいる。克也の無事を確かめるため、克也を追いかけとも子の住む金沢に向かう。
田代克也（たしろ かつや）
ひとみの弟。遮断機の降りた踏切を無理に渡ろうとして、電車にはねられ死亡。家族に黙ってとも子に会いにいこうとしていた。
とも子
金沢に住むひとみの父の前妻。
孝一（こういち）
とも子の息子。ひとみの父ととも子の間に生まれた子で、ひとみの腹違いの兄にあたる。そのためか、顔が克也に似ている。

## テレビドラマ
2001年1月1日、『世にも奇妙な物語 SMAPの特別編』内の1編として放送。ストーリーは原作にほぼ忠実に作られているが、主人公は田代克也で亡くなったはずの姉を追って旅に出る内容となっていて、姉と弟の立場が逆の設定に変更されている。

### キャスト
- 田代克也：稲垣吾郎
- 田代ひとみ/飯田孝子：桜井幸子
- 克也とひとみの父：寺田農
- 克也とひとみの母：田島令子
- 飯田とも子：銀粉蝶
- 担当官：塩屋俊
- 女将：木村翠
- 仲居：弘中麻紀
- フロント：古郡雅浩
- 幼少時代の克也：泉澤祐希
- 幼少時代のひとみ：寉岡瑞希

### スタッフ
- 原作:今市子
- 脚本・演出:佐藤嗣麻子
- 企画:石原隆、平賀公泰
- プロデューサー:稲田秀樹
- 協力プロデューサー:岩田祐二
- 制作:フジテレビ、共同テレビ